# Rue Paul-Bodin
La rue Paul-Bodin est une voie située dans le quartier des Épinettes du 17e arrondissement de Paris.

## Situation et accès
La rue Paul-Bodin est desservie par la ligne 13 à la station Porte de Clichy, ainsi qu'à proximité par la ligne 3b du tramway d'Île-de-France.

## Origine du nom
La rue doit son nom à l'ingénieur et architecte français Paul Bodin (1847-1926), comme de nombreuses rues du quartier rendant hommage à des scientifiques.

## Historique
Cette rue est ouverte en 1932 par la ville de Paris sur les terrains de l'usine de la Société de construction des Batignolles.